# (36023) 1999 NS49
1999 NS49 (asteroide 36023) é um asteroide da cintura principal. Possui uma excentricidade de 0.21009070 e uma inclinação de 14.85980º.
Este asteroide foi descoberto no dia 13 de julho de 1999 por LINEAR em Socorro.